# Торнау-фор-дер-Хайде
Торнау-фор-дер-Хайде (нем. Tornau vor der Heide) — посёлок в Германии, в земле Саксония-Анхальт, входит в район Анхальт-Биттерфельд в составе городского округа Рагун-Йесниц.
Население составляет 485 человек (на 31 декабря 2008 года). Занимает площадь 14,78 км².
Община подразделяется на 2 сельских округа.

## История
Первое упоминание о поселении относится к XIII веку.
1 января 2010 года Торнау-фор-дер-Хайде, а также: коммуны Марке, Ретцау, Ширау, Турланд, Альтесниц, и города Рагун и Йесниц — были объединены в городской округ Рагун-Йесниц.

## Галерея

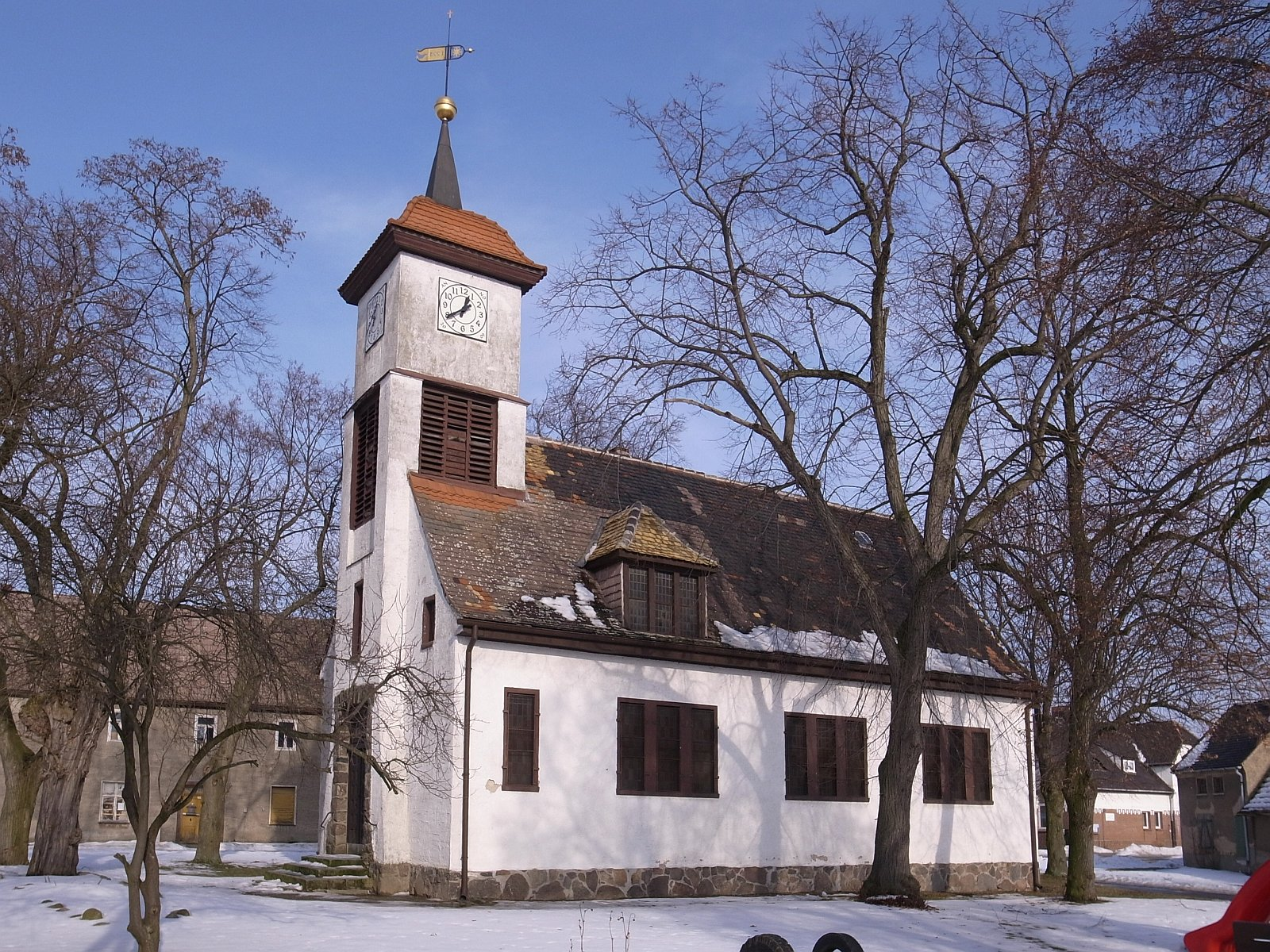
Церковь
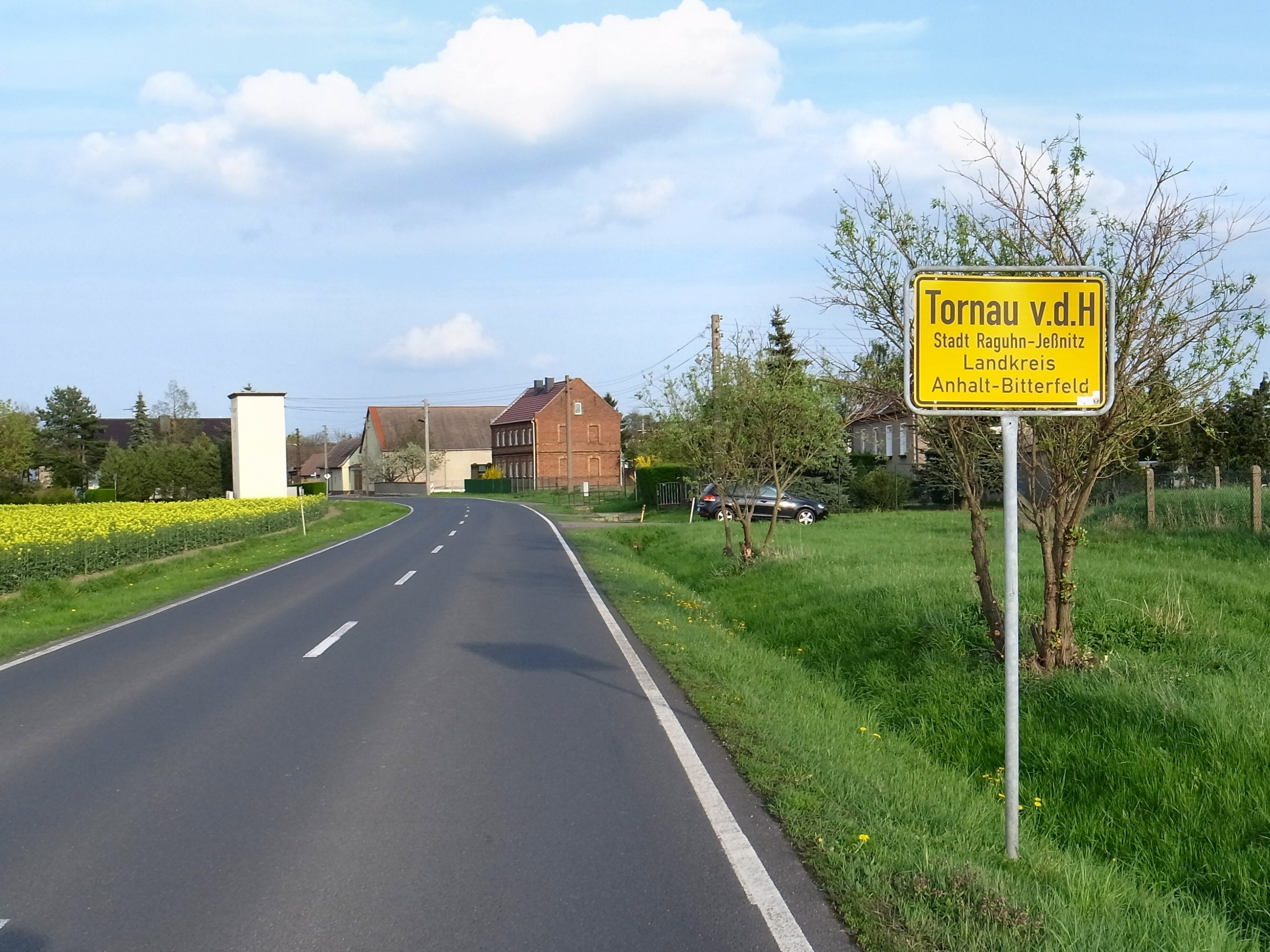
На въезде в Торнау